# IC 4321
IC 4321 — компактная вытянутая галактика типа Sab в созвездии Центавр. Поверхностная яркость — 13,4 mag/arcmin². Этот объект входит в число перечисленных в оригинальной редакции «Нового общего каталога».